# 米村美咲
米村 美咲（よねむら みさき、1992年11月13日 - ）は、日本のタレント、女優、グラビアイドル。元エイベックス・マネジメント所属。北海道出身。

## 来歴
- 2007年、ファッション雑誌『Seventeen』のオーディション「ミスセブンティーン2007」でファイナリストに選ばれる。
- 2008年、『セイコレ☆ジャパン』セイコレGirls準グランプリを受賞。また、映画『はじめての家出』に出演した。ただし、公開は『赤い糸』のほうが先となっている。
- 2009年6月27日、日テレジェニック2009に選ばれる。北海道出身者では初。日テレジェニックの歴代メンバーでは、唯一の北海道出身者である。
- 2010年2月、日テレジェニック2009として、バンクーバーオリンピックのサポーターガールを務める。同時期に東京マラソンに出場。当時高校生であったため、制限時間が1時間30分の10キロの部に出場した。
- 2011年4月、海外の語学や文化を学ぶため芸能活動休止が発表された。

## 人物・エピソード
- 趣味：海外ドラマ鑑賞
- 特技：ヨガ[3]
- 好きな色：ピンク
- 姉と兄がいる。
- 能年玲奈と仲が良い。

## 出演

### 映画
- 赤い糸（2008年12月20日、松竹） - アイちん 役
- はじめての家出（2009年） - 田中桃代 役
- クロネズミ（2010年） - ミサト 役

### テレビ番組

#### ドラマ
- 音女 #67「伝わったオトメ」（2008年8月4日、テレビ朝日） - 純子 役
- 赤い糸 第3話 - 第7話（2008年12月20日、フジテレビ） - アイちん 役
- LOVE GAME 第3話（2009年5月7日、読売テレビ）
- 君影草（2009年8月3日・10日、北海道テレビ） - 神宮司沙耶 役
- 絶対零度〜未解決事件特命捜査〜 Case9（2010年6月8日、フジテレビ） - 河野美香 役
- Q10（2010年10月16日 - 12月、日本テレビ）
- 大切なことはすべて君が教えてくれた（2011年1月 - 3月、フジテレビ） - 山口美咲 役

#### バラエティほか
- ブカツの天使（2008年4月 - 9月、山形放送/テレビ新潟/北日本放送/テレビ金沢/福井放送/日本海テレビ） - 日本海エリアレギュラー
- アイドルの穴〜日テレジェニックを探せ!〜（2009年4月 - 2009年6月、日本テレビ）
- 日テレジェニックの穴（2009年7月 - 9月、日本テレビ）
- 中井正広のブラックバラエティ（2009年8月 - 10月、日本テレビ） - 日テレジェニック2009
- NFL倶楽部（2009年9月 - 2010年2月、日本テレビ）
- 夜明けのマルシェ（2010年1月26日 - 2月27日、日本テレビ） - 「アイスクリーム新人王2010」
- 恋するダーウィン〜美人進化論〜（2010年6月10日 - 10月1日、日本テレビ） - 「女優のタマゴ」としてレギュラー出演

### 舞台
- ミュージカル『しゅごキャラ!』（2009年8月13 - 23日、博品館劇場） - ほしな歌唄 役
- FROG -新撰組寄留記-（2010年7月1日 - 4日、SPACE107）

### 声優
- オンラインゲーム Tartaros-タルタロス-（2010年、C&Cメディア） - デイジー 役

### CM
- 東京ディズニーシー「春のキャンパスデーパスポート」 （2011年1月 - ）

### PV
- PhilHarmoUniQue「輝ける場所」2008年6月4日
- SOFFet「蒼空バラッド」2009年4月29日
- ほたる日和「東京組曲e.p.」2011年1月26日

### その他
- 24時間テレビ32 in 横浜（2009年8月29・30日、日産グローバル本社ギャラリー）